# Percy Galbraith
Percy Galbraith (né le 5 décembre 1898  à Toronto, dans la province de l'Ontario, au Canada - mort le 19 juin 1961) est un joueur professionnel canadien de hockey sur glace qui évoluait au poste d'ailier gauche.

## Biographie

### Ses débuts amateurs
Percy Galbraith commence sa carrière en jouant en 1914-1915 dans les rangs amateurs ; il joue alors pour les Winnipegs de Winnipeg. La saison suivante, il joue avec les Victorias de Winnipeg où il joue pour deux saisons avant de s'engager dans l'Armée canadienne pour la Première Guerre mondiale. De retour à la fin de la guerre, il rejoint les Monarchs de Winnipeg en 1919-1920 pour une saison. Il quitte alors la ville de Winnipeg et rejoint les Eveleth Rangers pour cinq nouvelles saisons.

### Dans la LNH
En 1926-1927, il joue avec les Bruins de Boston de la Ligue nationale de hockey. Deuxièmes de la division américaine à l'issue de la saison, les Bruins jouent au premier tour des séries éliminatoires contre les Black Hawks de Chicago, troisièmes du classement. Ils remportent la série 8 buts à 5 puis viennent également à bout des champions de la division sur la saison régulière ; les Rangers de New York sont ainsi écartés 3 buts à 1. Les Bruins deviennent la première franchise de la LNH basée aux États-Unis à accéder à la finale de la Coupe Stanley, finale qu'ils jouent contre les Sénateurs d'Ottawa, meilleure équipe de la saison régulière.
La finale de la Coupe Stanley est censée se jouer au meilleur des trois matchs mais après un match nul lors de la première rencontre, le président de la LNH, Frank Calder, décide qu'au maximum cinq matchs seront joués et que s'il n'y a aucun vainqueur en cinq rencontres, les deux équipes seront sacrées championnes. Finalement, les matchs numéros un et trois se finissent sur un score de parité alors que les Sénateurs remportent les deux autres matchs et la Coupe Stanley.
Les Bruins de Boston terminent la saison 1927-1928 à la première place de la division américaine, la deuxième place au total du classement, derrière les Canadiens de Montréal. Directement qualifiés pour les demi-finale de la Coupe Stanley, les Bruins ne parviennent pas à profiter de la situation et sont éliminés par les Rangers, équipe qui est désormais entraînée par Lester Patrick et qui remporte ensuite la Coupe Stanley.
Après quatre saisons jouées dans le Boston Arena, les Bruins déménagent pour la saison 1928-1929 dans le Boston Garden qui est inauguré le 17 novembre 1928. Cette nouvelle saison des Bruins est marquée par l'arrivée de Cy Denneny qui est vendu par les Sénateurs d'Ottawa. En plus de son rôle de joueur, il prend le poste d'entraîneur de l'équipe en remplacement d'Art Ross qui était à la tête des Bruins depuis leurs débuts.
Ils terminent la saison à la première place de la division, ce qui leur assure une qualification directe pour les demi-finales de la Coupe Stanley alors que leurs rivaux doivent jouer une série supplémentaire. Pour la demi-finale, les Bruins sont opposés aux Canadiens de Montréal, vainqueurs de la division Canadienne, eux aussi qualifiés directement. Les deux premiers matchs sont joués à Boston, le 19 et le 21 mars, et ils s'achèvent sur le même score de 1-0 en faveur des Bruins grâce à deux blanchissages de Thompson. Le troisième match, joué le 23 mars à Montréal se conclut lui aussi par une victoire des Bruins, 3-2 cette fois-ci, ce qui permet à Boston d'accéder à la deuxième finale de Coupe Stanley de son histoire après celle perdue deux ans auparavant face aux Sénateurs d'Ottawa.
En finale, ils retrouvent leurs rivaux de la division Américaine et champions en titre, les Rangers de New York. C'est la première fois de l'histoire de la Ligue nationale de hockey qu'une finale se dispute sans équipe canadienne. Le premier match est joué le 28 mars à Boston devant près de 18 000 spectateurs ; Dit Clapper et Dutch Gainor marquent chacun un but lors de la deuxième période alors que Tiny Thompson réalise son troisième blanchissage en quatre matchs et les Bruins gagnent le match 2-0. Dans la deuxième rencontre, jouée au Madison Square Garden à New York, les deux équipes sont à égalité 1-1 après deux périodes, le but des Bruins ayant été inscrit par Harry Oliver ; cependant moins de deux minutes avant la fin de la troisième période, Bill Carson marque le deuxième but de Boston qui leur donne la victoire et la première coupe Stanley de l'histoire des Bruins.
Finalement, il joue six saisons de plus avec les Bruins avant de rejoindre au début de la saison 19133-1934 les Sénateurs d'Ottawa. Après seulement deux matchs joués avec sa nouvelle équipe, Galbraith est libéré par les Bruins et retourne jouer avec les Bruins pour qui il joue la fin de la saison.

## Statistiques
| Saison     | Équipe                    | Ligue      |     | Saison régulière | Saison régulière | Saison régulière | Saison régulière | Saison régulière |   | Séries éliminatoires | Séries éliminatoires | Séries éliminatoires | Séries éliminatoires | Séries éliminatoires |
| Saison     | Équipe                    | Ligue      | PJ  | B                | A                | Pts              | Pun              | PJ               | B | A                    | Pts                  | Pun                  |                      |                      |
| 1914-1915  | Winnipegs de Winnipeg     | MHL-Sr.    | 8   | 2                | 2                | 4                | 6                |                  |   |                      |                      |                      |                      |                      |
| 1915-1916  | Victorias de Winnipeg     | MHL-Sr.    | 2   | 3                | 1                | 4                | 2                |                  |   |                      |                      |                      |                      |                      |
| 1916-1917  | Victorias de Winnipeg     | WSHL       |     |                  |                  |                  |                  |                  |   |                      |                      |                      |                      |                      |
| 1919-1920  | Monarchs de Winnipeg      | WSHL       | 7   | 6                | 1                | 7                | 6                |                  |   |                      |                      |                      |                      |                      |
| 1920-1921  | Rangers d'Eveleth         | USAHA      |     |                  |                  |                  |                  |                  |   |                      |                      |                      |                      |                      |
| 1921-1922  | Rangers d'Eveleth         | USAHA      |     |                  |                  |                  |                  |                  |   |                      |                      |                      |                      |                      |
| 1922-1923  | Rangers d'Eveleth         | USAHA      | 20  | 4                | 0                | 4                |                  |                  |   |                      |                      |                      |                      |                      |
| 1923-1924  | Rangers d'Eveleth         | USAHA      | 21  | 9                | 2                | 11               |                  |                  |   |                      |                      |                      |                      |                      |
| 1924-1925  | Arrowheads d'Eveleth      | USAHA      | 38  | 10               | 0                | 10               |                  | 4                | 0 | 0                    | 0                    | 0                    |                      |                      |
| 1925-1926  | Rangers d'Eveleth-Hibbing | LCH        | 37  | 6                | 5                | 11               | 40               |                  |   |                      |                      |                      |                      |                      |
| 1926-1927  | Bruins de Boston          | LNH        | 42  | 9                | 8                | 17               | 26               | 8                | 3 | 3                    | 6                    | 2                    |                      |                      |
| 1927-1928  | Bruins de Boston          | LNH        | 42  | 6                | 5                | 11               | 26               | 2                | 0 | 1                    | 1                    | 6                    |                      |                      |
| 1928-1929  | Bruins de Boston          | LNH        | 38  | 2                | 1                | 3                | 44               | 5                | 0 | 0                    | 0                    | 2                    |                      |                      |
| 1929-1930  | Bruins de Boston          | LNH        | 44  | 7                | 9                | 16               | 38               | 6                | 1 | 3                    | 4                    | 8                    |                      |                      |
| 1930-1931  | Bruins de Boston          | LNH        | 43  | 2                | 3                | 5                | 28               | 5                | 0 | 0                    | 0                    | 6                    |                      |                      |
| 1931-1932  | Bruins de Boston          | LNH        | 47  | 2                | 1                | 3                | 28               |                  |   |                      |                      |                      |                      |                      |
| 1932-1933  | Bruins de Boston          | LNH        | 47  | 1                | 2                | 3                | 28               | 5                | 0 | 0                    | 0                    | 0                    |                      |                      |
| 1933-1934  | Sénateurs d'Ottawa        | LNH        | 2   | 0                | 0                | 0                | 0                |                  |   |                      |                      |                      |                      |                      |
| 1933-1934  | Bruins de Boston          | LNH        | 42  | 0                | 2                | 2                | 6                |                  |   |                      |                      |                      |                      |                      |
| 1934-1935  | Rangers d'Eveleth         | LCH        | 45  | 4                | 5                | 9                | 6                |                  |   |                      |                      |                      |                      |                      |
| 1935-1936  | Skyhawks de Wichita       | AHA        | 47  | 4                | 5                | 9                | 34               |                  |   |                      |                      |                      |                      |                      |
| 1936-1937  | Skyhawks de Wichita       | AHA        | 48  | 4                | 4                | 8                | 38               |                  |   |                      |                      |                      |                      |                      |
| 1937-1938  | Saints de St. Paul        | AHA        | 34  | 3                | 0                | 3                | 10               |                  |   |                      |                      |                      |                      |                      |
| 1938-1939  | Saints de St. Paul        | AHA        | 3   | 0                | 0                | 0                | 0                |                  |   |                      |                      |                      |                      |                      |
| 1939-1940  | Saints de St. Paul        | AHA        |     |                  |                  |                  |                  |                  |   |                      |                      |                      |                      |                      |
| Totaux LNH | Totaux LNH                | Totaux LNH | 347 | 29               | 31               | 60               | 224              | 31               | 4 | 7                    | 11                   | 24                   |                      |                      |